# Mitja Schäfer
Mitja Schäfer (Köln, 1980. február 27. –) német labdarúgóhátvéd.